# Marcin Zborowski
Marcin Zborowski herbu Jastrzębiec (ur. 1492, zm. 25 lutego 1565 roku) – cześnik koronny w latach 1527–1542, kasztelan krakowski w latach 1562–1565, wojewoda poznański w latach 1558–1562, wojewoda kaliski w 1550 roku, kasztelan kaliski w 1543 roku, starosta będziński od 1551 roku, starosta odolanowski, szydłowski w latach 1531–1546, tłumacki od 1565 roku, starosta stobnicki w 1563 roku, starosta tłumacki w 1564 roku, dworzanin królewski.

## Życiorys
Brat Piotra Zborowskiego, kasztelana małogoskiego. Był kalwinistą.
Wziął udział w wojnie litewsko-moskiewskiej, gdzie odznaczył się w bitwie pod Orszą. Poseł województwa krakowskiego na sejm krakowski 1523 roku, sejm piotrkowski 1534/1535 roku i sejm piotrkowski 1535 roku, sejm piotrkowski 1536/1537 roku, sejm piotrkowski 1538 roku, sejm krakowski 1538/1539 roku, sejm 1540 roku. W 1537 był jednym z przywódców „wojny kokoszej”. W 1540 roku podejrzewany był o organizację rzekomego zamachu stanu. Wszedł w konflikt w starostwie śniatyńskim ze starostą i kasztelanem krakowskim Andrzejem Tęczyńskim. Był zamieszany w plany ożenku bogatej Halszki Ostrogskiej z jednym ze swoich synów, na co nie wyraził zgody król Zygmunt II August. Następnie Zborowski doprowadził w 1554 roku do śmierci jej męża Dymitra Sanguszki w Jaromierzu, podczas jego ucieczki z Polski.
Kariera polityczna Marcina Zborowskiego rozpoczęła się od jego działalności w obozie egzekucji praw i dóbr, co oznaczało pozostawanie w opozycji wobec króla Zygmunta I Starego. Zwycięstwo tego stronnictwa sprawiło, że po latach zmiennego szczęścia Zborowski otrzymał w 1563 roku najwyższą godność świecką Korony, czyli kasztelanię krakowską.
Bartosz Paprocki napisał o nim: Ten to Marcin Zborowski był za mojej pamięci bardzo możny w skarby i w majętności, był pan skromny, nie przesadzał się na szaty, ani na żadne niepotrzebne zbytki [...] u królów był w wielkiej łasce, przez wiarę, pilność i stateczność w posługach swych (...) Wielkie szczęście jego i męstwo znaczne bardzo go zalecało królom, gdy przed nimi nie tylko nieprzyjacioły ich czasu potrzeby bijał, ale też czasu krotochwile zwierz wielki, wieprze, żubry, niedźwiedzie, pojedynkiem łowił. (...) Prawem się z żadnym sąsiadem nie obchodził, każdą krzywdę drogo zapłacił, a też prokuratory na rybnych stolech kijem bijał, o czem mi powiedał Kumelski, sławny prokurator.
Marcin Zborowski był ojcem siedmiu synów, z których sześciu przeszło do historii (w kolejności wiekowej):
- Marcin Zborowski,
- Piotr Zborowski – wojewoda krakowski,
- Jan Zborowski – kasztelan gnieźnieński,
- Andrzej Zborowski – marszałek nadworny króla Henryka Walezego,
- Krzysztof Zborowski – podczaszy koronny,
- Samuel Zborowski – magnat, najbardziej znany z rodu Zborowskich (pochowany w Oleśnicy[9]).

Był właścicielem m.in. Solca i zamku w Korzkwi. Przebudował zamek Jastrzębiec w okolicach Szydłowa. Założył miasteczko Jastrząb.
Poprzez córkę Krystynę jego wnukiem był hetman Jan Karol Chodkiewicz.

## Ocena
Władysław Konopczyński określił go jako warchoła-karmazyna, a Jerzy Besala uznał, że był to właściwie morderca.